# Anders Jakob Thomée
Anders Jakob Thomée, född 25 augusti 1812 i Helsingborgs stadsförsamling i Malmöhus län, död 15 juni 1874 i Sundsvalls församling i Västernorrlands län, var en svensk ämbetsman och näringsidkare.

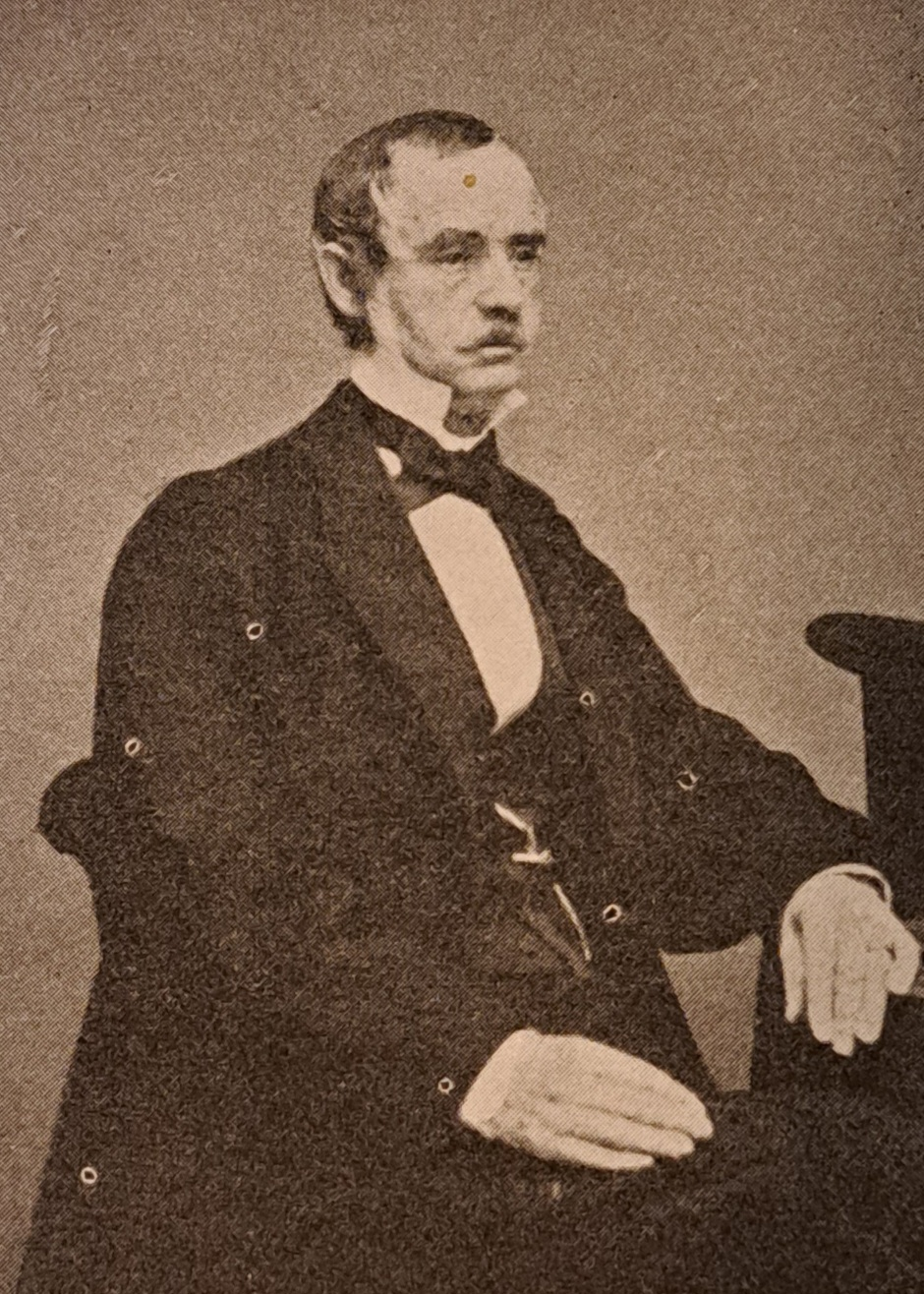
Anders Jakob Thomée

## Biografi
Thomée blev student vid Lunds universitet 1829, auskultant i Skånska hovrätten 1836 och vice häradshövding 1841 samt var t.f. domhavande på olika ställen 1844–1846 och landssekreterare i Jämtlands län 1846–1856. Han var också sekreterare för Hushållningssällskapet och ledamot i Jämtland Läns Sparbank. Han verkade för utvecklingen i Norrland, framför allt inom industri och kommunikationer. 
Efter att ha gift sig rikt arrenderade Thomée Åflohammars bruk (manufakturverk) i Offerdals socken, som han sedan (1853) köpte. Bruket hade omfattande försäljning till Norge. Thomée insåg därför nödvändigheten av att ordna bättre transportmöjligheter genom Jämtland. Genom Väg- och vattenbyggnadsstyrelsen hade undersökningar genomförts av en kommunikationsled genom Jämtland, som var avsedd att bestå av omväxlande land- och sjöväg genom att utnyttja de många sjöarna i Jämtland. På sjöarna skulle ångbåtar användas för transporter, och mellan sjöarna hästskjuts. Som ombud för Norrlands bruksägare i borgarståndet vid 1856–1857 års riksdag kunde han arbeta för anslag till denna farled, som var anlagd 1863. 
Eftersom han var starkt sysselsatt med sin näringsverksamhet, tog Thomée 1856 avsked från sin tjänst som landssekreterare. 1857 drabbades han dock av den stora ekonomiska kris, som då inträffade. Han fortsatte dock att arbeta för kommunikationsväsendet, särskilt Norrländska tvärbanan och andra norrländska järnvägsanläggningar, och hade många andra offentliga uppdrag. Han gav ut och redigerade 1869–1874 den mycket ansedda tidskriften "Norrland och dess framtid" (1867–1876). Han grundade 1872 "Sällskapet för Norrlands väl".

## Thoméestenen
Sällskapet för Norrlands väl reste 1895 ett minnesmärke över Thomée i form av en omkring 3,9 meter hög sten, omgiven av fyra granitpelare, nära Mörsils järnvägsstation. Denna har fått namnet Thoméestenen, och flyttades till en ny plats i samband med att klockstapeln vid Lillkyrkan i Mörsil byggdes.